# Michele Nastasi

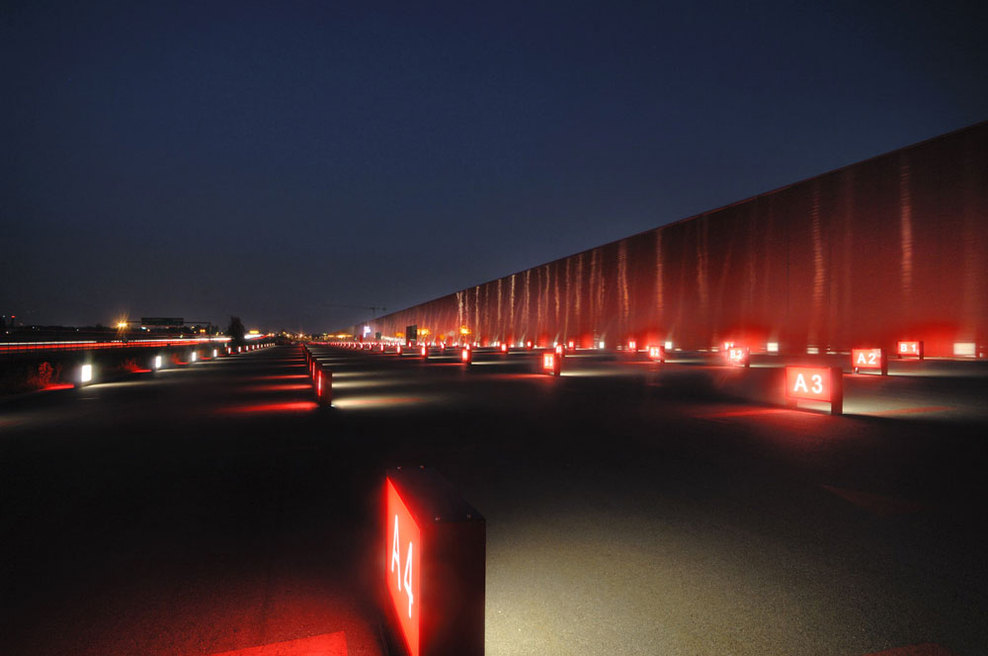

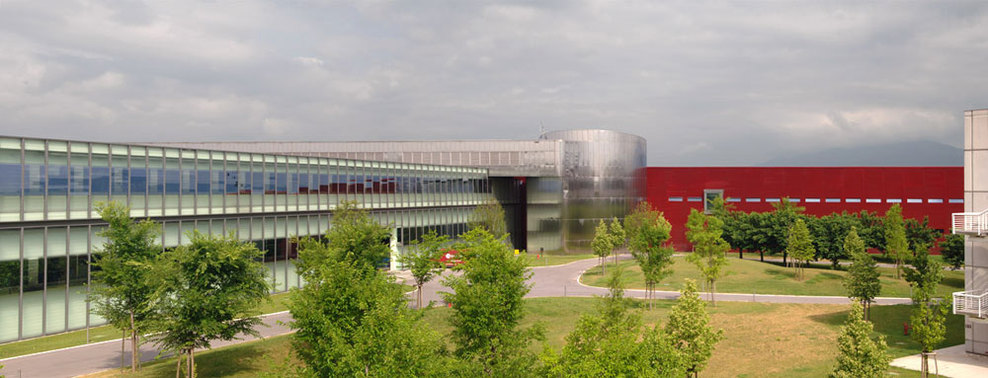

Michele Nastasi (* 1980 in Mailand) ist ein italienischer Fotograf.
Seine Fotografien widmen sich zeitgenössischen Städten der Architektur und Stadtplanung.
Seine Fotografien und Texte erscheinen in zahlreichen Büchern und Zeitschriften.
Nastasi hat seine Fotografien in Museen und Kunstausstellungen von internationalem Ruf wie dem MIT Museum in Cambridge, der New York University und der Venice Biennale ausgestellt.